# Руководители Русского географического общества

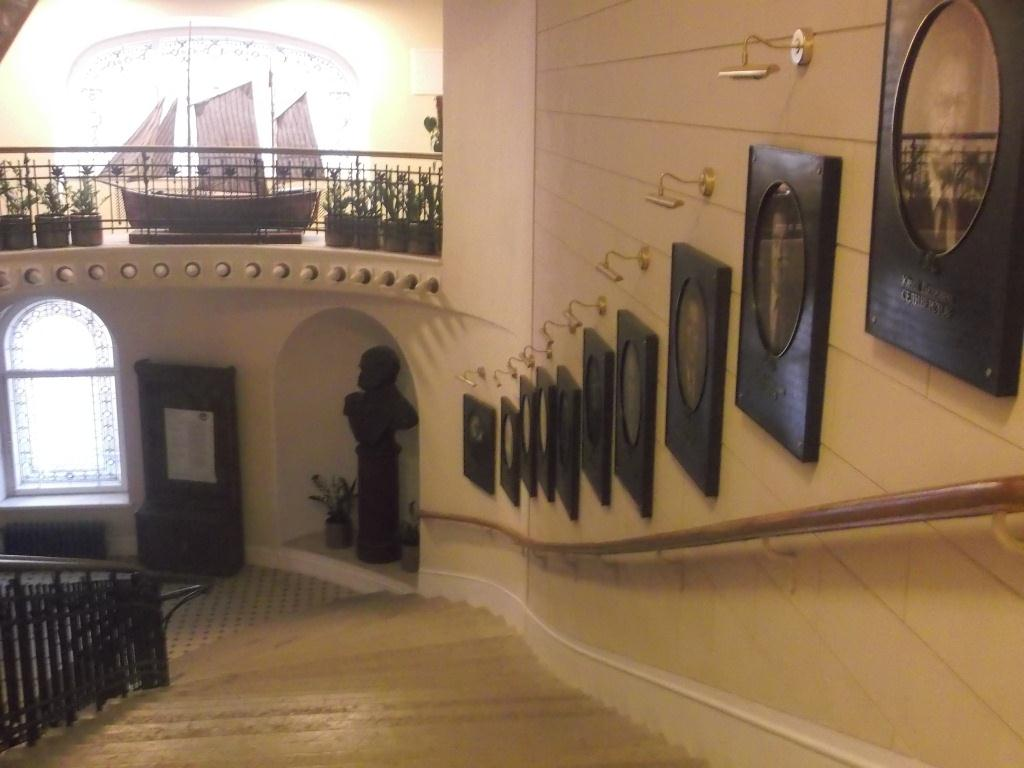
Портреты руководителей в главном здании РГО, Санкт-Петербург

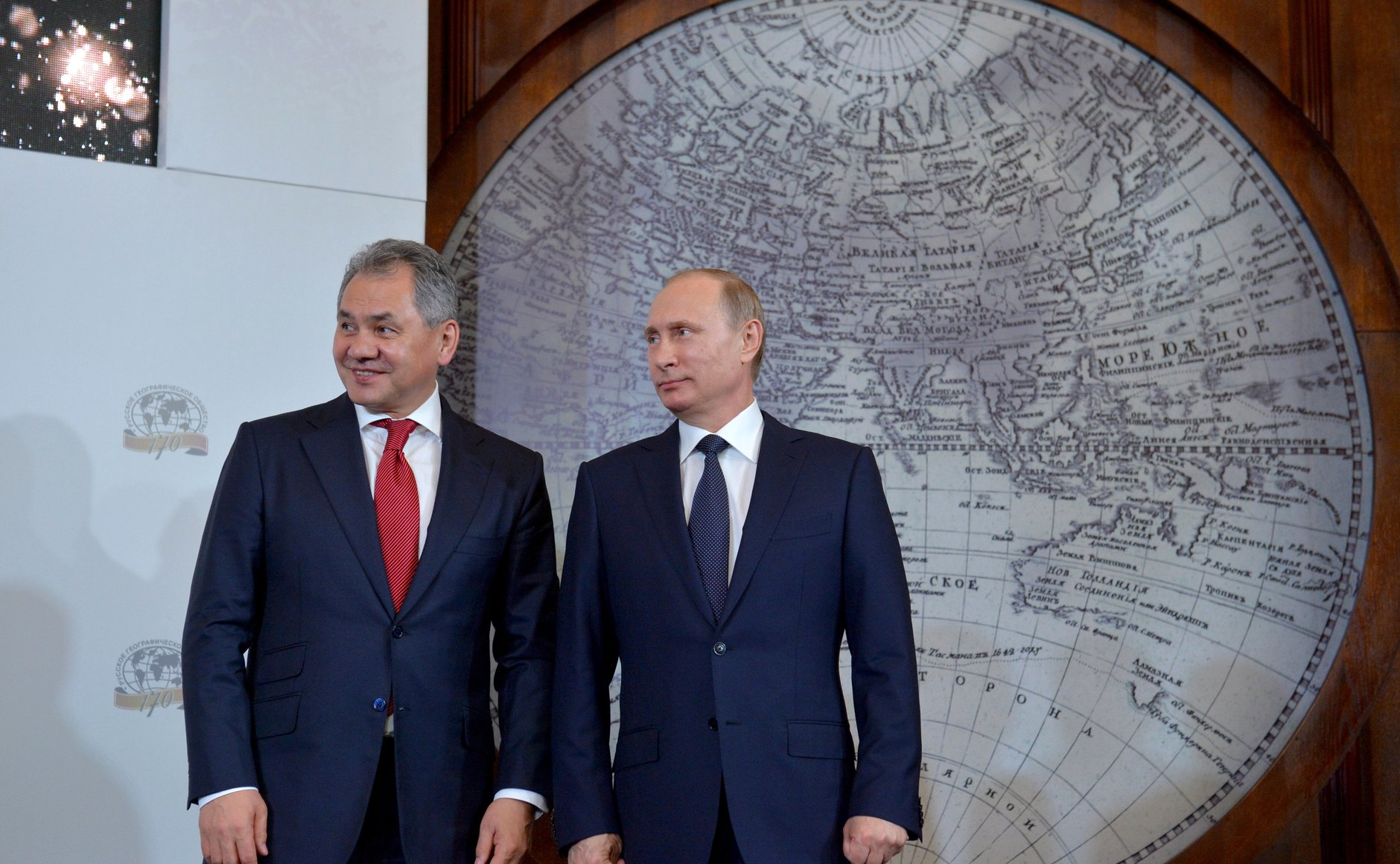
Председатель Попечительского совета РГО В.В. Путин
с 12-м Президентом РГО С. К. Шойгу, 2015 г.

Руководители Русского географического общества — список председателей и президентов географического общества в Российской империи, Российской республике, РСФСР, СССР и РФ.

## Названия общества
За время своего существования общество неоднократно меняло название:
- 1845 — Русское географическое общество (РГО)
- 1850 — Императорское Русское географическое общество (ИРГО)
- 1917 — Русское географическое общество (РГО)
- 1925 — Государственное географическое общество (ГГО)
- 1940 — Географическое общество СССР или Всесоюзное географическое общество (ВГО)[2]
- 1992 — Русское географическое общество (РГО)

Полное современное название: Всеросси́йская обще́ственная организа́ция «Русское географическое общество» (ВОО «РГО») — географическая общественная организация России, старейшая непрерывно действующая общественная организация России, одно из старейших географических обществ мира, основана в 1845 году.

## Покровители общества
Среди его покровителей и попечителей общества были: Николай I, Александр II, Александр III, Николай II.
В. В. Путин — председатель попечительского совета с его основания в 2010 году.

## Список руководителей общества
В разные годы Русским географическим обществом руководили представители Российского Императорского дома, знаменитые путешественники, исследователи и государственные деятели:
| № руководителя | Даты         | Руководитель                        | Руководитель | Название должности | Высшие воинские звания, чины, должности, степени отличия и ордена                                                   | Академические и научные звания                     |
| -------------- | ------------ | ----------------------------------- | ------------ | ------------------ | --- | -------------------------------------------------- |
| 1-й            | 1845—1892    | Великий князь Константин Николаевич |              | Председатель       | Адмирал, генерал-адмирал, орден Святого апостола Андрея Первозванного                                               | Почётный член Санкт-Петербургской академии наук    |
| 2-й            | 1892—1917    | Великий князь Николай Михайлович    |              | Председатель       | Генерал от инфантерии, орден Святого апостола Андрея Первозванного                                                  | Почётный член Санкт-Петербургской академии наук    |
| 3-й            | 1917—1931    | Юлий Михайлович Шокальский          |              | Председатель       | Генерал-лейтенант Корпуса гидрографов, Герой Труда                                                                  | Почётный член АН СССР                              |
| 4-й            | 1931—1940    | Николай Иванович Вавилов            |              | Президент          | Президент ВАСХНИЛ Серебряная медаль им. Н. М. Пржевальского (1925 год)                                              | Академик АН СССР Академик АН УССР Академик ВАСХНИЛ |
| 5-й            | 1940—1950    | Лев Семёнович Берг                  |              | Президент          | Большая золотая Константиновская медаль ИРГО (1915 год)                                                             | Академик АН СССР                                   |
| 6-й            | 1952—1964    | Евгений Никанорович Павловский      |              | Президент          | Генерал-лейтенант медицинской службы, Герой социалистического труда Шесть Орденов Ленина                            | Академик АН СССР                                   |
| 7-й            | 1964—1977    | Станислав Викентьевич Калесник      |              | Президент          | Два Ордена Ленина                                                                                                   | Академик АН СССР                                   |
| 8-й            | 1977—1991    | Алексей Фёдорович Трёшников         |              | Президент          | Герой социалистического труда Три Ордена Ленина                                                                     | Академик АН СССР                                   |
| 9-й            | 1991—2000    | Сергей Борисович Лавров             |              | Президент          | Заслуженный деятель науки Российской Федерации (1989 год)                                                           | доктор географических наук                         |
| 10-й           | 2000—2002    | Юрий Петрович Селивёрстов           |              | Президент          | Золотая медаль им. Н. М. Пржевальского (1982 год) Заслуженный деятель науки Российской Федерации (1999 год)         | доктор геолого-минералогических наук               |
| 11-й           | 2002—2009    | Анатолий Александрович Комарицын    |              | Президент          | Адмирал, Начальник Главного управления навигации и океанографии МО РФ                                               | доктор технических наук                            |
| 12-й           | 2009 — н. в. | Сергей Кужугетович Шойгу            |              | Президент          | Генерал армии, Министр обороны РФ, Герой Российской Федерации, Орден Святого апостола Андрея Первозванного с мечами | кандидат экономических наук                        |